# عرب‌های ایرانی

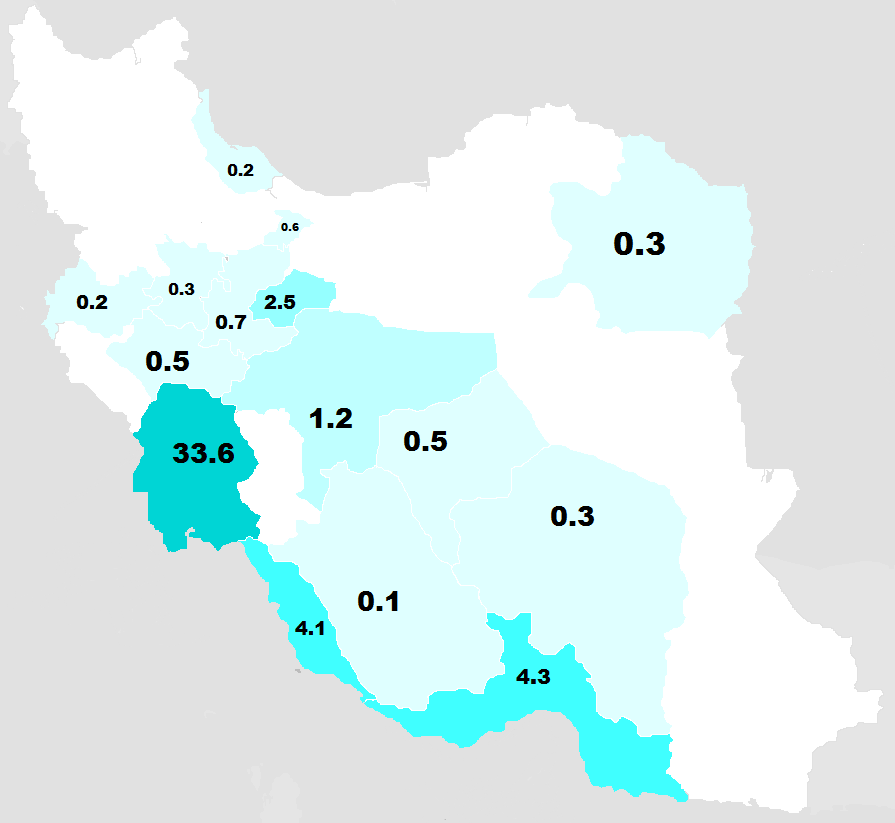
تراکم جمعیت عربهای ایران در استانهای کشور؛ (Ministry of Culture, 2010)

عرب‌های ایران، گروهی از مردم عرب ساکن در ایران هستند. ایشان به زبان عربی تکلم می‌کنند و اغلب در استان خوزستان ساکن هستند که با نام عرب‌های خوزستان شناخته می‌شوند.
دیگر عرب‌های ایرانی شامل طایفه مستقل کتی در شهرستان ورامین، عرب‌های خراسان و برخی از معاودین عراقی و عرب‌های خمسه می‌شوند. در نظرسنجی که شرکت پژوهشگران خبره پارس به سفارش شورای فرهنگ عمومی در سال ۸۹ انجام داد حدود ۳۳٫۶ درصد استان خوزستان عرب بودند که با انطباق با نتایج سرشماری ۱۳۹۵ جمعیتی ۱٫۶۰۰٫۰۰۰ برای عرب‌های استان خوزستان قابل تخمین می‌باشد.
بر همین اساس حدود ۵۰ هزار نفر عرب در استان بوشهر، حدود ۸۰ هزار نفر عرب در استان هرمزگان، حدود ۶۰ هزار نفر عرب در استان اصفهان، حدود ۲۰۰ هزار نفر عمدتاً عرب خمسه در استان فارس، حدود ۵۰ هزار نفر عرب‌های خراسان، حدود ۴۰ هزار نفر در استان قم و حدود ۱۰۰ هزار نفر عرب در سایر نقاط کشور سکونت دارند که به این ترتیب کل جمعیت عرب‌های ایران چیزی حدود ۲٬۲۰۰٬۰۰۰ میلیون نفر (۲٫۷۵ درصد جمعیت ایران در سال ۱۳۹۵) می‌باشد.

## تراکم جمعیت عرب در ایران
چهار استانی که عرب‌های ایران بیشترین حضور را در آنها دارند: خوزستان، هرمزگان و بوشهر و ایلام هستند. البته در استان قم جمعیت قابل توجهی از عرب‌های عراقی و نیز معاودین سکونت دارند
تا سال ۱۳۵۷ عرب‌های ایرانی ۳/۸۵ درصد از جمعیت ایران را شامل می‌شدند.
در مورد جمعیت عرب‌های ایران رقم دقیقی در دست نیست. استان خوزستان به دلیل دارا بودن شهرها و روستاهایی با جمعیت ۱۰۰ درصد عرب یا عمدتاً عرب، در صدر استان‌هایی است که تراکم عرب ایرانی در آن وجود دارد.
برپایه نتایج نهایی سرشماری همگانی نفوس و مسکن آبان‌ماه ۱۳۷۵ جمعیت استان خوزستان ۳٬۷۴۶٬۷۷۲ نفر بوده است که از این تعداد ۶۴ درصد در سکونتگاه‌های شهری و ۳۵ درصد در سکونتگاه‌های روستایی زندگی می‌کردند و ۱ درصد کوچرو بوده‌اند. شمار عرب‌ها در نواحی روستایی استان خوزستان در سال ۷۸ تعداد ۴۲۹٬۱۹۷ نفر برآورد شده که حدود ۳۷٫۸ درصد کل جمعیت روستایی استان را دربر می‌گرفت. جمعیت تخمینی عرب‌های استان خوزستان برپایه آمار ذکر شده در آن سال یک میلیون و هشتصد هزار تا دو میلیون و هشتصد هزار نفر بوده است.
از میان ۲۵ شهرستان این استان بیشترین تراکم عرب‌های خوزستان در شهرستان‌های اهواز، ملاثانی، شوش، حمیدیه، سوسنگرد، هویزه، بستان، شادگان، ماهشهر، سربندر، رامشیر، امیدیه، خرمشهر و آبادان است.

## برآورد جمعیتی
جمعیت مردم عرب در ایران، توسط پژوهش‌های انجام شده به وسیله سازمان‌های مرتبط بدین صورت می‌باشد:
- سازمان سیا: ۲٪ از جمعیت ایران[۱۲]
- دانشنامه لوک لکس: ۲/۲٪ از جمعیت ایران، معادل با ۱٬۶۰۰٬۰۰۰ نفر[۱۳]
- بنیاد آمریکای نوین: ۲/۷٪ عرب + ۰٫۱٪ عرب جنوبی از جمعیت ایران[۱۴]
- کتابخانه کنگره: ۲٪ از جمعیت ایران[۱۵]
- دانشنامه اتنولوگ: گویشوران زبان عربی با لهجه بین‌النهرینی ۱٬۲۰۰٬۰۰۰ نفر[۱۶] گویشوران زبان عربی خلیجی ۲۰۰٬۰۰۰ نفر[۱۷]

## عرب‌های خراسان
ورود عرب‌ها به خراسان به زمان لشکرکشی عبدالله بن عامر به این سرزمین بازمی‌گردد، نخستین گروه‌های عرب در نیشابور و مرو ساکن شدند. مهاجرت عرب‌ها به خراسان در دوران خلافت امویان و عباسیان نیز ادامه یافت. انتقال قبایل عرب به خراسان به منظور ایجاد مستعمره و بالا بردن جمعیت عرب‌ها در منطقه و همچنین دفاع از سرحدات خراسان صورت پذیرفت. گزارش‌های موجود از مهاجرت عرب‌ها به خراسان به شرح زیر است:
| در زمان حکومت | تاریخ مهاجرت | جمعیت      | محل اسکان | نام قبیله           |
| ------------- | ------------ | ---------- | --------- | ------------------- |
| عمر بن احمر   | ۴۵           | نامعلوم    | مرو       | نامعلوم             |
| ربیع بن زیاد  | ۵۱           | ۵۰٬۰۰۰     | خراسان    | کوفی و بصری         |
| سلم بن زیاد   | ۶۱           | چندین هزار | مرو       | ازدی                |
| عبدالرحمان    | ۱۱۲          | ۲۰٬۰۰۰     | خراسان    | نیمی بصری نیمی کوفی |

## قبایل و عشایر عرب ایران
- بنی تمیم از جمله عشایر آنها: غزلی، غزیوی، عیایشه و الکنعان، سلیمان، الاماره، المصبح، البراجعه، البو بصیر، عوینه، البوفیصل، الحمد، البوحسان، مصالحه شامل (بنونهشل، سلایط و شریفات) و البو طعمه که خود شامل تیره‌های متعددی است.
- عشیره سواعد (ساعدی‌ها): یکی از طایفه‌های بزرگ شیعه مذهب عرب هستند که بخش قابل توجهی از آنها در شهرهای مختلف خوزستان به خصوص در اهواز زندگی می‌کنند، خاستگاه آن‌ها به روایاتی در یمن و به روایاتی دیگر در فلسطین است؛ از چهره‌های شناخته شده آن‌ها در زمان پیامبر می‌توان به سهل بن سعد ساعدی اشاره کرد.
- آل مذحج: مَذْحج یکی از بزرگ‌ترین قبیله‌های عرب است که تا پیش از اسلام در یمن می‌زیستند. بسیاری از ایشان در زندگی محمد پیامبر اسلام به او گرویدند. در روزگار خلفای راشدین عشیره‌های بزرگی از این قبیله به سوی مرزهای ایران کوچ کردند.
- بنی منصور: عشیره المنصوری (مزرعه) یکی از قبایل شیعه و بزرگ خوزستان است که قسمت قابل توجهی از ان در اهواز و خرمشهر سوسنگرد آبادان و شوش و… هستند
- الحردان: یکی از معروف‌ترین قبایل عرب ایران غالباً ساکن اهواز و شهرهای اطراف
- آلبوصالح (صالحی)
- آلبوغبیش (آل ابوغبیش) یکی از شاخه‌های معروف بنی کعب
- آل حمید یا الحمید تیره‌ای از قبیلهٔ غزیه از قبیلهٔ هوازن که خود شاخه‌ای از قبیله مشهور مضر است
- النواصر: یکی از قبایل بزرگ عرب در خوزستان است که خود به تنهایی به دوازده شاخه تقسیم می‌شود.
- آل کثیر
- ابوچلده: عشیره آل بوچلده یکی از عشایر عرب خوزستان است. تعدادی از افراد این عشیره در دشت آزادگان ساکن هستند ولی تعداد قابل توجهی از این عشیره بعد از جنگ ایران و عراق از روستای سابله به اهواز مهاجرت کرده‌اند
- آلبوفرحان از ایل محسین و از بنی‌کعب بوده و در خوزستان در روستاهای نهر یوسف، سعیدان، یوگه، شاخوره، چمیان، چوئبده و تنگه و در عراق در بصره ساکن هستند.
- بنی صالح
- بنی لام: قبیلهٔ شیعه و تاریخی در شمال غربی خوزستان، جنوب خوزستان و بخشهای همسایهٔ عراق
- بنی‌هلال
- عشیره الزهیریه
- بنی‌کعب
- حزبه
- خاندان خزیمه علم
- خمیسی
- زبید
- زبیدات
- زرگان
- سلامات
- عبیات
- مشعشعیان
- میش‌مست
- بیت محمد الصالح
- السواری: طایفهٔ شیعی
- بنی طرف
- السواری: یکی از عشیره شیعه بزرگ دراستان خوزستان است که بال سمت راست بنی طرف محسوب می‌شود آنها ساکن در: هویزه. سوسنگرد. اهواز. شوش. دبیه سربندر. آبادان. شادگان که به چند شاخه تقسیم می‌شوند (بیت منصور) و (بیت نصر) و (بیت اعواجه) و (البوناهی) که شیخ آنها شیخ ابو مصطفی الساری است
- الشرفه
- عچرش
- بنی تمیم
- قبیلهٔ عنزه (= به عربی: عنزة)، شاخهٔ آل صُقور

## نشریات و رسانه‌ها
در خوزستان تولید برنامه به زبان محلی (عربی) در صدا وسیما وجود دارد ولی در هرمزگان، خراسان و بوشهر چنین تولیدی وجود ندارد. طبق آمار اداره ارشاد و فرهنگ اسلامی در این مناطق مصرف تولیدات عربی خارجی بسیار بالاست. شبکه استانی خراسان رضوی مدتی اخبار عربی پخش می‌کرد.

## سازمان‌های سیاسی
- سازمان سیاسی خلق عرب
- کانون فرهنگی خلق عرب
- حزب وحدت دموکراتیک الاحواز
- جبههٔ عربی آزادیبخش الاحواز
- جبههّ دموکراتیک مردمی احواز ADPF
- جنبش مبارزهٔ عربی برای آزادی احواز (حرکة النضال ASMLA)
- جبهه عربی برای آزادی الاحواز
- کانون مبارزه با نژادپرستی و عرب ستیزی در ایران[۲۲][۲۳]

## برخی مشاهیر و برجستگانِ ایرانیِ عرب در هنر و فرهنگ
یوسف عزیزی بنی طرف نویسنده و روزنامه‌نگار
کمال سلمان العنزی زبان‌شناس، الهی دان، فیلسوف، سخنران انگیزشی (= مترجم، نویسنده، ویراستار)
عبدالنبی قیم نویسنده

## مطالعهٔ بیشتر
- آذرنوش، آذرتاش (۱۳۸۷). «کتاب نخست: از سلمان تا آهوی کوهی». چالش میان فارسی و عربی سده‌های نخست (ویراست ۲). نشر نی. صص. ۳–۳۴. شابک ۹۷۸۹۶۴۱۸۵۰۴۲۷.